# Jaakow Abuchacejra
Jaakow Abuchacejra (Awir Jaakow lub Abu Hasira, ur. 1805, zm. 1880 w Damanhur) – rabin, przywódca marokańskich Żydów (Mizrachijczycy).

## Życiorys
Był czołowym rabinem w Maroku w XIX w., autorem wielu innych pism religijnych, w tym komentarzy do Tory i Talmudu. W 1879 r. po wielu próbach podjął pielgrzymkę do Erec Jisrael. W czasie pobytu w Damanhur zachorował i zmarł. Jego grób (Schrein Abu Hasira) jest miejscem pielgrzymek wyznawców judaizmu. Co roku 19 dnia miesiąca Tewet odbywają się tu uroczystości, co wzbudza niekiedy ataki ze strony radykalnych środowisk muzułmańskich. Przeciwko zjazdom „syjonistów” w 2012 r. protestowało nie tylko Bractwo Muzułmańskie, ale i partia Mohameda ElBaradeia.
Wnukiem Jaakowa Abuchacejry był izraelski rabin i kabalista Israel Abuchacejra (Baba Sali), pochowany w Netiwot.